# ام‌وی آی‌آیاهی
ام‌وی آی‌آیاهی (به انگلیسی: MV Illahee) یک کشتی بود که طول آن ۲۵۶ فوت ۲ اینچ (۷۸ متر) بود. این کشتی در سال ۱۹۲۷ ساخته شد.